# 水上戦闘群

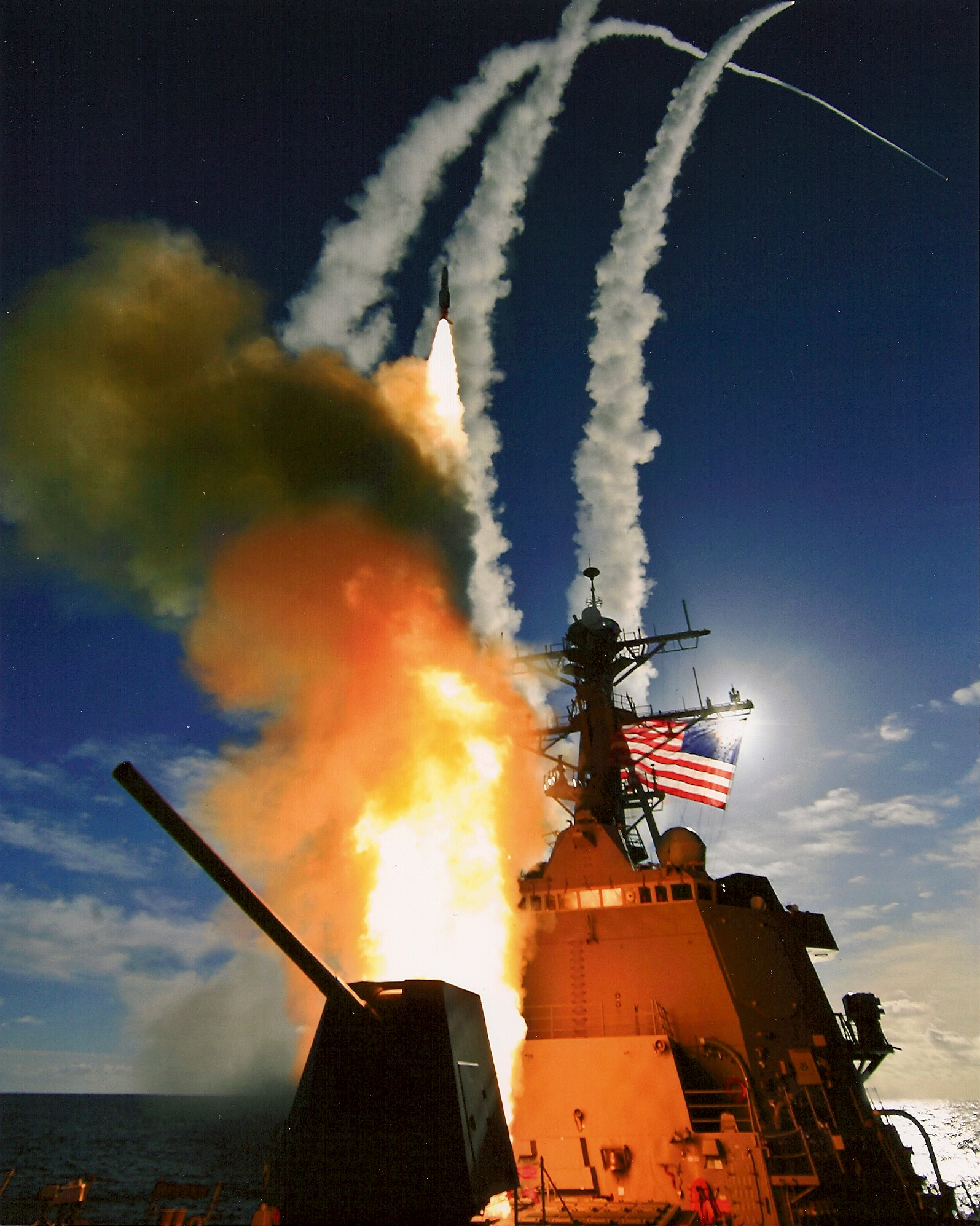
艦対空ミサイルを連続発射するアーレイ・バーク級ミサイル駆逐艦

水上戦闘群（Surface Action Group, SAG）は、アメリカ海軍のタスクフォースの一種。通常、ミサイル巡洋艦を中核とした3隻の水上戦闘艦により編制される。

## 概要
水上戦闘群（SAG）は、イージス艦を主力とした水上戦闘艦によって編制されており、イージスシステム、トマホークシステムといった先進的火力システム、そしてアメリカ軍が構築してきたC4Iシステムなどにより、小規模な任務群レベルでありながら、最低限度の空間支配・火力投射任務を遂行できる。冷戦後の世界環境の変化、および、アメリカ海軍の戦闘艦勢力の縮小に対応するため、先進的な技術を積極的に活用することで、限定的ながらも空母打撃群（CVSG）や遠征打撃群（ESG）の代替任務を可能としている、いわゆる中等（Mid-Mix）コンセプトの軍事システムである。
通常、水上戦闘群は代将または大佐によって指揮されている。1隻のタイコンデロガ級ミサイル巡洋艦を中核に、防空艦としてアーレイ・バーク級ミサイル駆逐艦2隻によって編成される。SAGは、イージスシステムによる防空能力および弾道ミサイル迎撃能力、トマホークシステムによる対地精密火力投射能力、そしてAN/SQQ-89＋LAMPS＋艦対艦ミサイルによる海洋阻止能力を有しており、また、これらの火力システムを十全に発揮するため、アメリカ軍が有する各種の情報資産にアクセスすることができる。

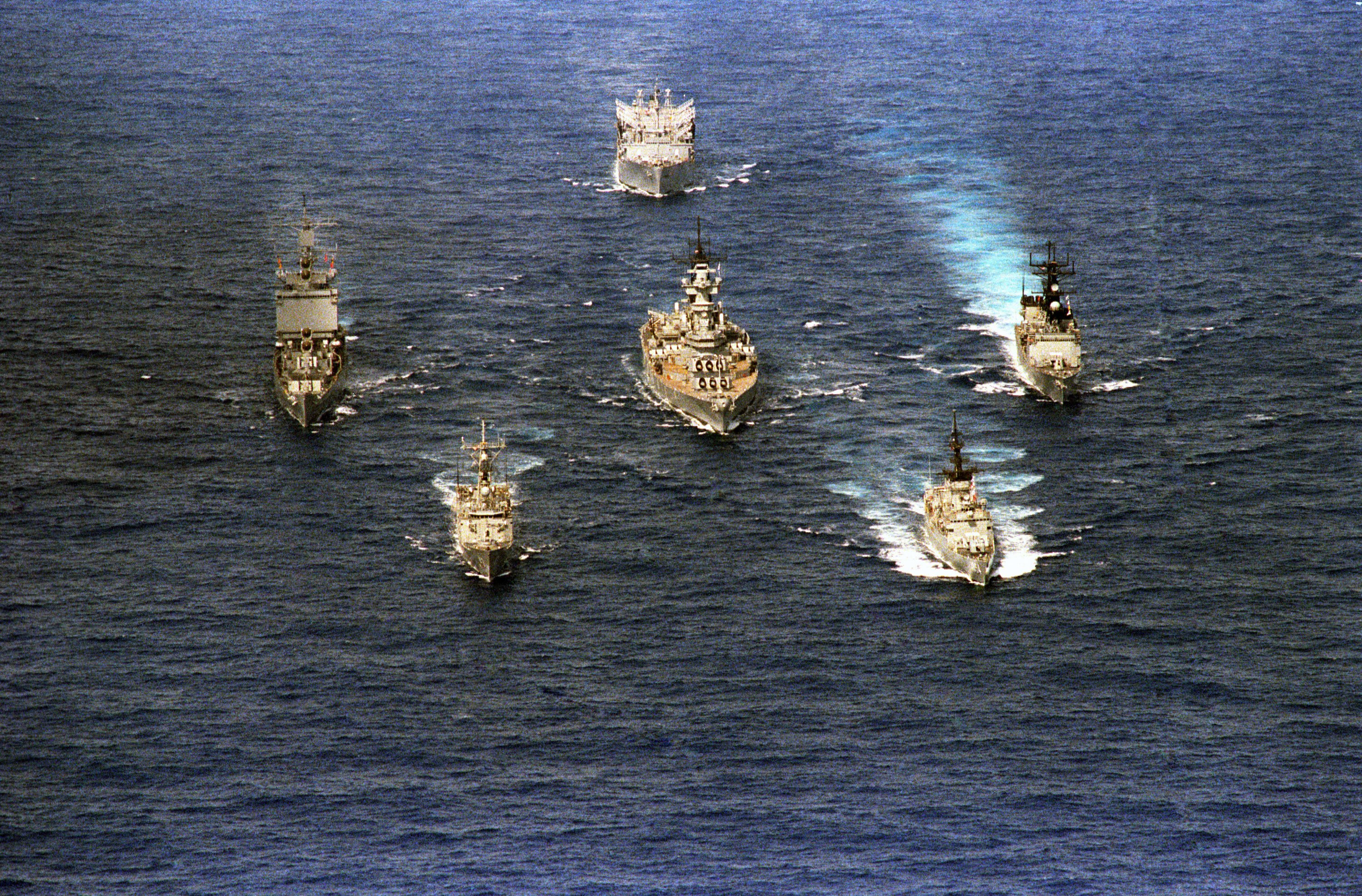
ニュージャージーSAG (旧BBG) 。

SAGの名称は、最初、600隻艦隊構想に基づいて現役復帰したアイオワ級戦艦を中核とした戦艦戦闘群 (BBG) に対して使用された。改装後のアイオワ級戦艦は、艦隊旗艦としての優れたC4I能力、トマホークおよび艦砲による強力な対地火力投射能力（艦砲射撃）を有していたことから、特定の状況では航空母艦の代理を果たしうるものと考えられたことによる。なお、アイオワ級は、SAGの旗艦として期待されたことから、航空運用機能の付加も検討されたが、これは実現しなかった。 その後、プレイング・マンティス作戦などでもSAGの名称が冠された部隊が編成されたが、これらは揚陸艦を中核としており、実際には現代のESGに相当するものである。
現在のSAGのあり方が決定されたのが、Sea Power 21構想である。ここで、SAGはCVSGやESGと並び立つ打撃群（ストライク・グループ）として、「ストライク/戦域弾道弾防衛（TBMD）SAG」として位置づけられ、西太平洋・中東など3つの要域に配備されることが構想された。SAGは、小規模ゆえに即応性に優れており、危機が発生した当初より現地に急行し、同盟国に対してミサイル防衛の援護を提供するとともに、危機対応特別目的海兵空地任務部隊（SPMAGTF）などアメリカ軍が有するその他の緊急展開資産と連携しての作戦行動を実施する。
なお、2008年2月下旬、制御不能に陥ったアメリカの偵察衛星USA-193が地上に落下するのを防ぐため、イージスBMDによってこれを撃墜するという作戦（詳細はイージスシステム#USA-193の撃墜を参照）が展開されたが、これはBMD能力を有するSAGの典型的な任務であり、実際、「SAG」との命名はされていないものの、この際に出動したイージス艦3隻（「レイク・エリー」 (CG-70), 「ラッセル」 (DDG-59) , 「ディケーター」 (DDG-73)）は、SAGの編成に準じたものとなっている。